# Notiocharis miranda
Notiocharis miranda és una espècie d'insecte dípter pertanyent a la família dels psicòdids.

## Descripció
- El mascle presenta les ales més aviat curtes (2 mm de longitud i 0,77 d'amplada) i sense un patró vistós, el segment abdominat núm. 7 amb pèls a la zona pleural i antenes amb 12 segments i de 0,82 mm de llargària.
- La nervadura alar i els palps engrandits són diferents de la majoria de les altres espècies del mateix gènere.
- La femella no ha estat encara descrita.[3]

## Distribució geogràfica
Es troba a Nova Guinea.